# Magalas
Magalas (prononcer [maɡalas] ; en occitan Magalaç) est une commune française située dans le nord-ouest du département de l'Hérault, en région Occitanie.
Exposée à un climat méditerranéen, elle est drainée par le Libron, la Lène, le ruisseau de Badeaussou, le ruisseau de Saint-Pierre et par divers autres petits cours d'eau.
Magalas est une commune rurale qui compte 3 531 habitants en 2022, après avoir connu une forte hausse de la population depuis 1968. Elle est ville-centre de l'unité urbaine de Magalas et fait partie de l'aire d'attraction de Béziers. Ses habitants sont appelés les Magalassiens et Magalassiennes.

## Géographie

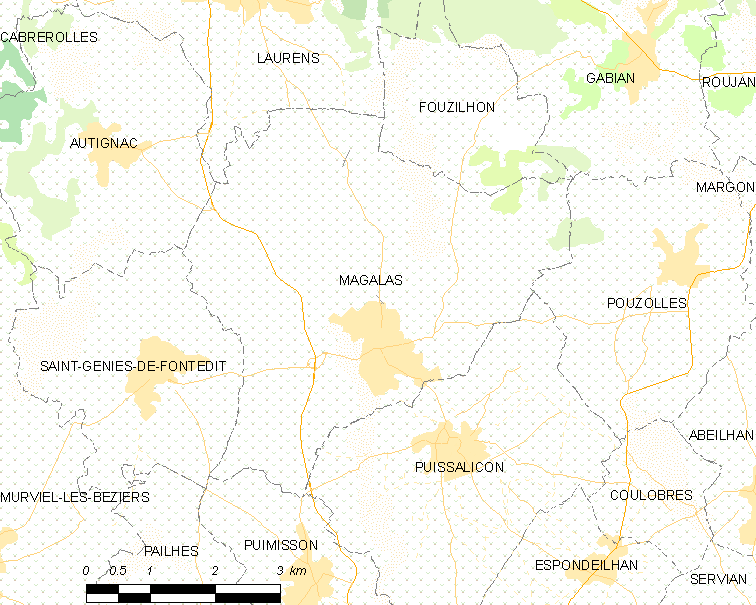
Carte.

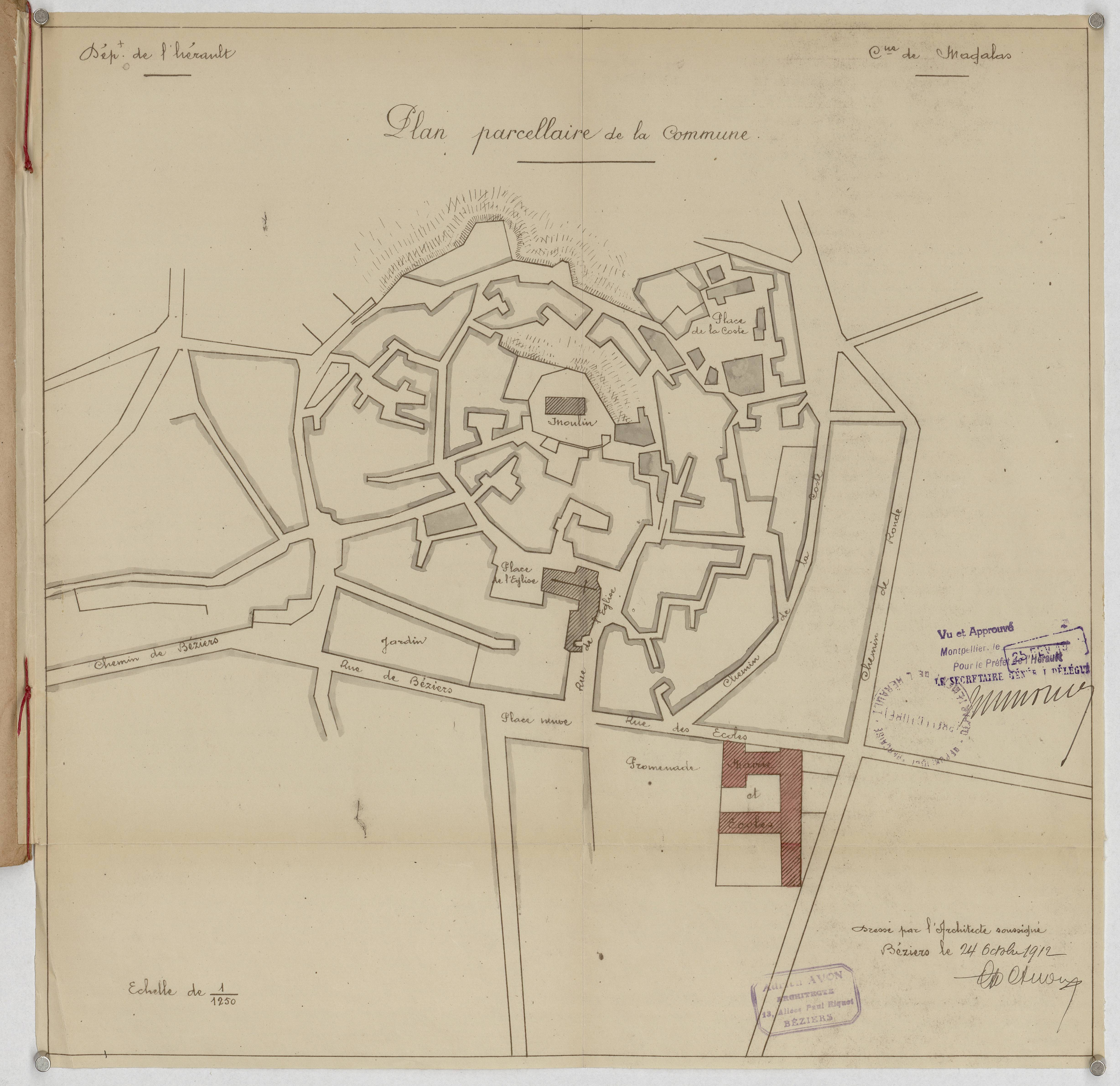
Magalas. - Plan parcellaire de la commune.

Magalas est un village du Grand Biterrois. Situé sur l'axe 909 Béziers-Bédarieux, à 15 km au nord de Béziers et à 25 km de la mer Méditerranée, il est tout près des contreforts de la montagne Noire et des Cévennes.
Le territoire communal de Magalas est essentiellement drainé par le cours d'eau du Libron et quatre affluents que sont les ruisseaux de Meyroune ou Maïroun, de Badeaussou, de la Marche et un dernier en limite ouest de la zone urbaine, la Lène.
À 600 mètres au nord-est du village se trouve un ancien oppidum, classé aux Monuments historiques, dit le « Camp Redon » sur le Puech de Montfau (154 m d'altitude). On peut y voir les vestiges d'un fort de pierre datant probablement de l'Âge du Bronze, c'est-à-dire antérieur aux Celtes.

### Communes limitrophes
| Laurens (5.98 / 8,48 km) Autignac (5.07 / 6,43 km)                                            | Roquessels (8.79 / 15,46 km) | Fouzilhon (3.86 / 4,93 km) Roujan (8.06 / 9,93 km) Pouzolles (4.72 / 6,24 km)                |
| Causses-et-Veyran (10.98 / 15,42 km)                                                          | Magalas                      | Alignan-du-Vent (9.69 / 11,88 km)                                                            |
| Saint-Geniès-de-Fontedit (3.89 / 4,42 km) Pailhès (5.45 / 7,49 km) Puimisson (3.79 / 5,78 km) | Béziers (14.59 / 17,34 km)   | Coulobres (5.18 / 8,16 km) Puissalicon (1.95 / 2,61 km) Lieuran-lès-Béziers (6.08 / 9,14 km) |

### Climat
Pour des articles plus généraux, voir Climat de l'Occitanie et Climat de l'Hérault.
En 2010, le climat de la commune est de type climat méditerranéen franc, selon une étude s'appuyant sur une série de données couvrant la période 1971-2000. En 2020, Météo-France publie une typologie des climats de la France métropolitaine dans laquelle la commune est exposée à un climat méditerranéen et est dans la région climatique  Provence, Languedoc-Roussillon, caractérisée par une pluviométrie faible en été, un très bon ensoleillement (2 600 h/an), un été chaud (21,5 °C), un air très sec en été, sec en toutes saisons, des vents forts (fréquence de 40 à 50 % de vents > 5 m/s) et peu de brouillards.
Pour la période 1971-2000, la température annuelle moyenne est de 14,2 °C, avec une amplitude thermique annuelle de 16 °C. Le cumul annuel moyen de précipitations est de 695 mm, avec 6,2 jours de précipitations en janvier et 2,6 jours en juillet. Pour la période 1991-2020, la température moyenne annuelle observée sur la station météorologique la plus proche, située sur la commune de Murviel-lès-Béziers à 7 km à vol d'oiseau, est de 15,1 °C et le cumul annuel moyen de précipitations est de 663,2 mm,. Pour l'avenir, les paramètres climatiques de la commune estimés pour 2050 selon différents scénarios d'émission de gaz à effet de serre sont consultables sur un site dédié publié par Météo-France en novembre 2022.

### Milieux naturels et biodiversité
Aucun espace naturel présentant un intérêt patrimonial n'est recensé sur la commune dans l'inventaire national du patrimoine naturel,,.

## Urbanisme

### Typologie
Au 1er janvier 2024, Magalas est catégorisée bourg rural, selon la nouvelle grille communale de densité à sept niveaux définie par l'Insee en 2022.
Elle appartient à l'unité urbaine de Magalas, une agglomération intra-départementale regroupant deux  communes, dont elle est ville-centre,,. Par ailleurs la commune fait partie de l'aire d'attraction de Béziers, dont elle est une commune de la couronne,. Cette aire, qui regroupe 53 communes, est catégorisée dans les aires de 50 000 à moins de 200 000 habitants,.

### Occupation des sols
L'occupation des sols de la commune, telle qu'elle ressort de la base de données européenne d’occupation biophysique des sols Corine Land Cover (CLC), est marquée par l'importance des territoires agricoles (87,7 % en 2018), en diminution par rapport à 1990 (93,9 %). La répartition détaillée en 2018 est la suivante : 
cultures permanentes (82 %), zones urbanisées (10 %), zones agricoles hétérogènes (4,5 %), milieux à végétation arbustive et/ou herbacée (1,6 %), terres arables (1,2 %), forêts (0,7 %). L'évolution de l’occupation des sols de la commune et de ses infrastructures peut être observée sur les différentes représentations cartographiques du territoire : la carte de Cassini (XVIIIe siècle), la carte d'état-major (1820-1866) et les cartes ou photos aériennes de l'IGN pour la période actuelle (1950 à aujourd'hui).

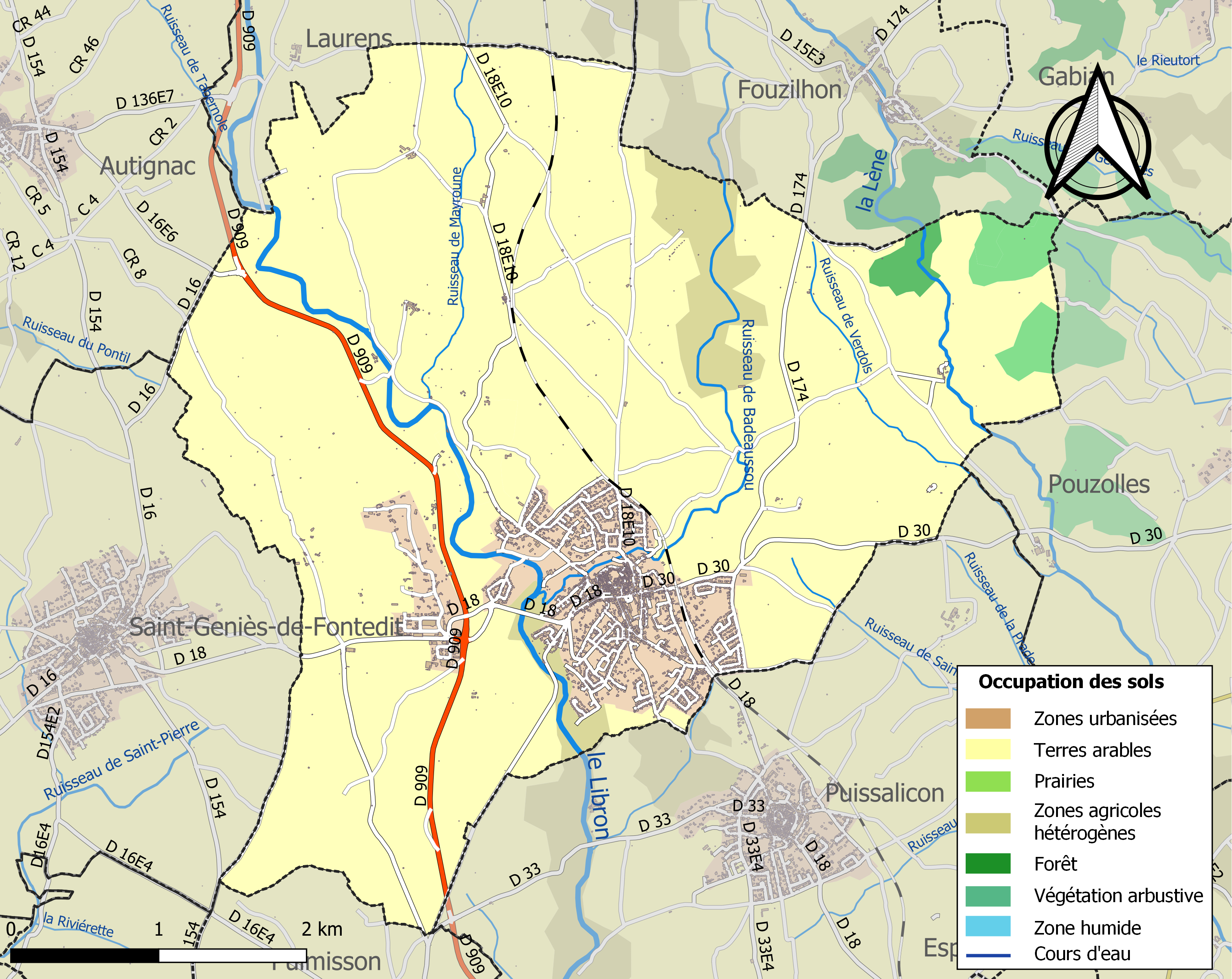
Carte des infrastructures et de l'occupation des sols de la commune en 2018 (CLC).

### Risques majeurs
Le territoire de la commune de Magalas est vulnérable à différents aléas naturels : météorologiques (tempête, orage, neige, grand froid, canicule ou sécheresse), inondations, feux de forêts et séisme (sismicité faible). Il est également exposé à un risque technologique,  le transport de matières dangereuses, et à un risque particulier : le risque de radon. Un site publié par le BRGM permet d'évaluer simplement et rapidement les risques d'un bien localisé soit par son adresse soit par le numéro de sa parcelle.

#### Risques naturels
Certaines parties du territoire communal sont susceptibles d’être affectées par le risque d’inondation par débordement de cours d'eau, notamment le Libron et la Lène. La commune a été reconnue en état de catastrophe naturelle au titre des dommages causés par les inondations et coulées de boue survenues en 1982, 1984, 1986, 1987, 1992, 1996, 2000, 2005, 2014 et 2019,.
Magalas est exposée au risque de feu de forêt. Un plan départemental de protection des forêts contre les incendies (PDPFCI) a été approuvé en juin 2013 et court jusqu'en 2022, où il doit être renouvelé. Les mesures individuelles de prévention contre les incendies sont précisées par deux arrêtés préfectoraux et s’appliquent dans les zones exposées aux incendies de forêt et à moins de 200 mètres de celles-ci. L’arrêté du 25 avril 2002 réglemente l'emploi du feu en interdisant notamment d’apporter du feu, de fumer et de jeter des mégots de cigarette dans les espaces sensibles et sur les voies qui les traversent sous peine de sanctions. L'arrêté du 11 mars 2013 rend le débroussaillement obligatoire, incombant au propriétaire ou ayant droit,.

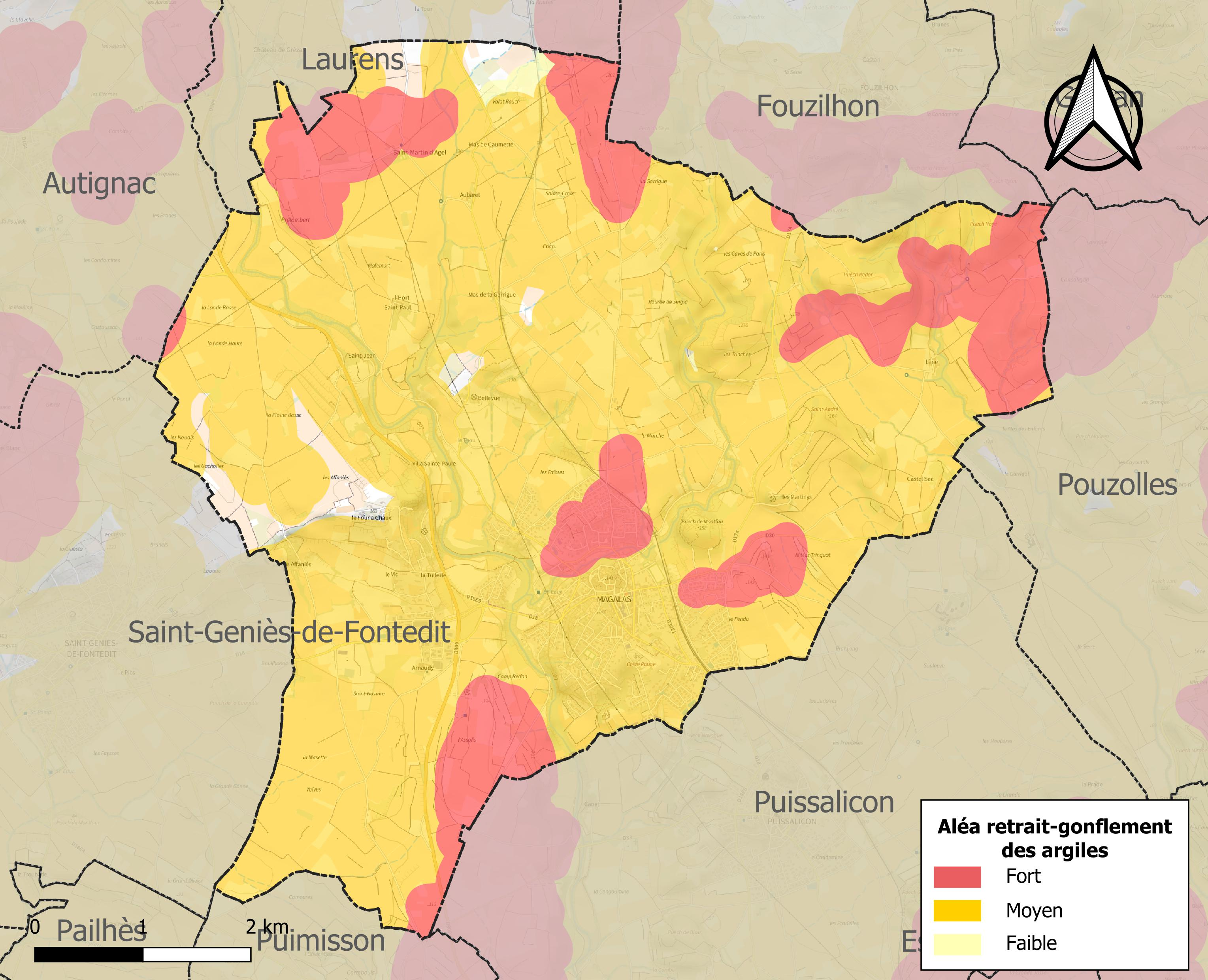
Carte des zones d'aléa retrait-gonflement des sols argileux de Magalas.

Le retrait-gonflement des sols argileux est susceptible d'engendrer des dommages importants aux bâtiments en cas d’alternance de périodes de sécheresse et de pluie. 96,5 % de la superficie communale est en aléa moyen ou fort (59,3 % au niveau départemental et 48,5 % au niveau national). Sur les 1 490 bâtiments dénombrés sur la commune en 2019, 1 486 sont en aléa moyen ou fort, soit 100 %, à comparer aux 85 % au niveau départemental et 54 % au niveau national. Une cartographie de l'exposition du territoire national au retrait gonflement des sols argileux est disponible sur le site du BRGM,.
Par ailleurs, afin de mieux appréhender le risque d’affaissement de terrain, l'inventaire national des cavités souterraines permet de localiser celles situées sur la commune.

#### Risques technologiques
Le risque de transport de matières dangereuses sur la commune est lié à sa traversée par des infrastructures routières ou ferroviaires importantes ou la présence d'une canalisation de transport d'hydrocarbures. Un accident se produisant sur de telles infrastructures est susceptible d’avoir des effets graves sur les biens, les personnes ou l'environnement, selon la nature du matériau transporté. Des dispositions d’urbanisme peuvent être préconisées en conséquence.

#### Risque particulier
Dans plusieurs parties du territoire national, le radon, accumulé dans certains logements ou autres locaux, peut constituer une source significative d’exposition de la population aux rayonnements ionisants. Certaines communes du département sont concernées par le risque radon à un niveau plus ou moins élevé. Selon la classification de 2018, la commune de Magalas est classée en zone 3, à savoir zone à potentiel radon significatif.

## Toponymie
La commune a été connue sous les variantes : Barnerii de Magalas (1065), S Petri Stephani de Magalatis (vers 1089), Berengarius de Magalatio (1152), ad Magalatium (1160).
Le nom dérive d'un mot pré-indo-européen mag- (hauteur) + suffixe -al-atis.

## Histoire
Lors de la Révolution française, les citoyens de la commune se réunissent au sein de la société révolutionnaire, baptisée « société des jacobins », puis après la chute de la monarchie « société populaire et montagnarde » et enfin « société populaire régénérée des sans-culottes ». Elle est créée en juillet 1791 et fréquentée par 69 membres en l’an III.

## Politique et administration

### Liste des maires
| Période                                  | Période   | Identité                   | Étiquette   | Qualité                          |
| ---------------------------------------- | --------- | -------------------------- | ----------- | -------------------------------- |
| Les données manquantes sont à compléter. |           |                            |             |                                  |
| 1790                                     | 1790      | Etienne Trinche            |             |                                  |
| 1790                                     | 1791      | François Trinche           |             |                                  |
| 1791                                     | 1792      | Jean-François Viguier      |             |                                  |
| 1792                                     | 1792      | Jean-Pierre Crouzilhac     |             |                                  |
| 1792                                     | 1793      | Louis Vanière              |             |                                  |
| 1793                                     | 1795      | Jean Espanhac              |             |                                  |
| 1795                                     | 1800      | Jean-Baptiste Bedrines     |             |                                  |
| 1800                                     | 1808      | François Vernhes           |             |                                  |
| 1808                                     | 1816      | Etienne Trinche            |             |                                  |
| 1816                                     | 1817      | Charles Legras             |             |                                  |
| 1817                                     | 1819      | Antoine Delhon             |             |                                  |
| 1819                                     | 1828      | Antoine Chabardes          |             |                                  |
| 1828                                     | 1830      | Henri D'Aureilhan          |             |                                  |
| 1830                                     | 1832      | Mathieu Delhon             |             |                                  |
| 1832                                     | 1844      | Gilles Bedrines            |             |                                  |
| 1844                                     | 1848      | Mathieu Delhon             |             |                                  |
| 1848                                     | 1848      | Hippolyte Bedrines         |             |                                  |
| 1848                                     | 1848      | Charles Legras             |             |                                  |
| 1848                                     | 1860      | François Bedrines          |             |                                  |
| 1860                                     | 1865      | Pierre Martin Vanière      |             |                                  |
| 1865                                     | 1870      | Auguste Bedrines           |             |                                  |
| 1870                                     | 1871      | Prosper Berthomieu         |             |                                  |
| 1871                                     | 1871      | Jules Delhon               |             |                                  |
| 1871                                     | 1876      | Pierre Sicard              |             |                                  |
| 1876                                     | 1877      | Ernest Pinçon              |             |                                  |
| 1877                                     | 1878      | Jules Delhon               |             |                                  |
| 1878                                     | 1880      | Ernest Pinçon              |             |                                  |
| 1880                                     | 1881      | Isidore Martin             |             |                                  |
| 1881                                     | 1883      | Etienne Solinhac           |             |                                  |
| 1883                                     | 1889      | Alexandre Vidal            |             |                                  |
| 1889                                     | 1889      | Arthur Crouzablanque       |             |                                  |
| 1889                                     | 1892      | Xavier Chabardes           |             |                                  |
| 1892                                     | 1893      | Raphaël Chabardes          |             |                                  |
| 1893                                     | 1896      | Gabriel Georgerens         |             |                                  |
| 1896                                     | 1900      | Camille Granier            |             | Négociant en vins                |
| 1900                                     | 1921      | Louis Chabardes            |             |                                  |
| 1921                                     | 1932      | Camille Granier            |             | Négociant en vins                |
| 1932                                     | 1938      | Paul Bousquet              |             |                                  |
| 1938                                     | 1942      | Pierre Resseguier          |             |                                  |
| 1942                                     | 1944      | Edmond Balmefrezol         |             | Négociant en vins                |
| 1944                                     | 1953      | Jean Maury                 |             |                                  |
| 1953                                     | 1959      | Gaston Bousquet            |             |                                  |
| 1959                                     | mars 1977 | Gabriel Granier            |             | Négociant en vins                |
| mars 1977                                | mars 1983 | Jean-Pierre Bilski         |             | Professeur d'histoire-géographie |
| mars 1983                                | juin 2020 | Charles Hey                | UMP puis LR | Retraité de la fonction publique |
| juin 2020                                | En cours  | Jean-Pierre Simo-Cazenave, |             |                                  |

### Jumelages
- Alcarras (Catalogne) (Espagne).

## Démographie
Au dernier recensement, la commune comptait 3 531 habitants.
| 1793 | 1800 | 1806 | 1821  | 1831  | 1836  | 1841  | 1846  | 1851  |
| ---- | ---- | ---- | ----- | ----- | ----- | ----- | ----- | ----- |
| 904  | 901  | 950  | 1 161 | 1 213 | 1 173 | 1 145 | 1 165 | 1 164 |

| 1856  | 1861  | 1866  | 1872  | 1876  | 1881  | 1886  | 1891  | 1896  |
| ----- | ----- | ----- | ----- | ----- | ----- | ----- | ----- | ----- |
| 1 209 | 1 315 | 1 365 | 1 512 | 1 549 | 1 463 | 1 335 | 1 618 | 1 872 |

| 1901  | 1906  | 1911  | 1921  | 1926  | 1931  | 1936  | 1946  | 1954  |
| ----- | ----- | ----- | ----- | ----- | ----- | ----- | ----- | ----- |
| 2 060 | 1 874 | 2 102 | 2 031 | 2 025 | 2 040 | 1 904 | 1 736 | 1 577 |

| 1962  | 1968  | 1975  | 1982  | 1990  | 1999  | 2006  | 2011  | 2016  |
| ----- | ----- | ----- | ----- | ----- | ----- | ----- | ----- | ----- |
| 1 604 | 1 583 | 1 597 | 1 604 | 1 699 | 1 827 | 2 489 | 3 120 | 3 313 |

| 2021  | 2022  | - | - | - | - | - | - | - |
| ----- | ----- | - | - | - | - | - | - | - |
| 3 478 | 3 531 | - | - | - | - | - | - | - |

## Économie

### Revenus
En 2018, la commune compte 1 349 ménages fiscaux, regroupant 3 422 personnes. La médiane du revenu disponible par unité de consommation est de 20 290 € (20 330 € dans le département). 45 % des ménages fiscaux sont imposés (45,8 % dans le département).

### Emploi
|                | 2008   | 2013   | 2018   |
| -------------- | ------ | ------ | ------ |
| Commune        | 9,1 %  | 10,5 % | 10,5 % |
| Département    | 10,1 % | 11,9 % | 12 %   |
| France entière | 8,3 %  | 10 %   | 10 %   |

En 2018, la population âgée de 15 à 64 ans s'élève à 1 927 personnes, parmi lesquelles on compte 73,9 % d'actifs (63,4 % ayant un emploi et 10,5 % de chômeurs) et 26,1 % d'inactifs,. Depuis 2008, le taux de chômage communal (au sens du recensement) des 15-64 ans est inférieur à celui du département, mais supérieur à celui de la France.
La commune fait partie de la couronne de l'aire d'attraction de Béziers, du fait qu'au moins 15 % des actifs travaillent dans le pôle,. Elle compte 832 emplois en 2018, contre 755 en 2013 et 705 en 2008. Le nombre d'actifs ayant un emploi résidant dans la commune est de 1 239, soit un indicateur de concentration d'emploi de 67,1 % et un taux d'activité parmi les 15 ans ou plus de 53,9 %.
Sur ces 1 239 actifs de 15 ans ou plus ayant un emploi, 402 travaillent dans la commune, soit 32 % des habitants. Pour se rendre au travail, 87,9 % des habitants utilisent un véhicule personnel ou de fonction à quatre roues, 1,8 % les transports en commun, 6,5 % s'y rendent en deux-roues, à vélo ou à pied et 3,9 % n'ont pas besoin de transport (travail au domicile).

### Activités hors agriculture

#### Secteurs d'activités
293 établissements sont implantés  à Magalas au 31 décembre 2019. Le tableau ci-dessous en détaille le nombre par secteur d'activité et compare les ratios avec ceux du département,.
| Secteur d'activité                                                                                        | Commune | Commune | Département |
| Secteur d'activité                                                                                        | Nombre  | %       | %           |
| --- | ------- | ------- | ----------- |
| Ensemble                                                                                                  | 293     | 100 %   | (100 %)     |
| Industrie manufacturière, industries extractives et autres                                                | 12      | 4,1 %   | (6,7 %)     |
| Construction                                                                                              | 47      | 16 %    | (14,1 %)    |
| Commerce de gros et de détail, transports, hébergement et restauration                                    | 74      | 25,3 %  | (28 %)      |
| Information et communication                                                                              | 1       | 0,3 %   | (3,3 %)     |
| Activités financières et d'assurance                                                                      | 6       | 2 %     | (3,2 %)     |
| Activités immobilières                                                                                    | 29      | 9,9 %   | (5,3 %)     |
| Activités spécialisées, scientifiques et techniques et activités de services administratifs et de soutien | 48      | 16,4 %  | (17,1 %)    |
| Administration publique, enseignement, santé humaine et action sociale                                    | 41      | 14 %    | (14,2 %)    |
| Autres activités de services                                                                              | 35      | 11,9 %  | (8,1 %)     |

Le secteur du commerce de gros et de détail, des transports, de l'hébergement et de la restauration est prépondérant sur la commune puisqu'il représente 25,3 % du nombre total d'établissements de la commune (74 sur les 293 entreprises implantées  à Magalas), contre 28 % au niveau départemental.

#### Entreprises et commerces
Les cinq entreprises ayant leur siège social sur le territoire communal qui génèrent le plus de chiffre d'affaires en 2020 sont : 
- Midel, supermarchés (17 908 k€)
- Les Acacias, hébergement médicalisé pour personnes âgées (2 613 k€)
- Jean Gonzalez Bâtiments, travaux de maçonnerie générale et gros œuvre de bâtiment (922 k€)
- SASU Propub-Milmak, régie publicitaire de médias (739 k€)
- Philogeris Les Acacias, autres services de restauration n.c.a. (283 k€)

Les services et les équipements valorisent le site tant sur le plan culturel, sportif, économique, que sur le plan de la santé et de la sécurité[réf. nécessaire]. De nombreuses associations et sociétés animent le village et donnent un grand éventail de choix aux près de 3 000 habitants et leur permettent de trouver des moments de détente[réf. nécessaire].
Autrefois, Magalas vivait essentiellement de la vigne. Depuis quelques années, ses vignerons ont choisi la carte de la Qualité et ont su améliorer la vinification[réf. nécessaire].
Magalas a su également se tourner vers le XXIe siècle en diversifiant son économie. Une zone d’activités artisanales et économiques (ZAE) « L’audacieuse », bien desservie par la départementale 909, a vu le jour en 1990, puis s’est agrandie en l’an 2000[réf. nécessaire]. Une 3e extension est en cours de réalisation[Quand ?].
Magalas fait partie de la communauté de communes des Avant-Monts du Centre Hérault.

### Agriculture
La commune est dans le « Soubergues », une petite région agricole occupant le nord-est du département de l'Hérault. En 2020, l'orientation technico-économique de l'agriculture  sur la commune est la viticulture.
|               | 1988  | 2000 | 2010 | 2020 |
| ------------- | ----- | ---- | ---- | ---- |
| Exploitations | 163   | 116  | 65   | 51   |
| SAU (ha)      | 1 199 | 990  | 900  | 900  |

Le nombre d'exploitations agricoles en activité et ayant leur siège dans la commune est passé de 163 lors du recensement agricole de 1988  à 116 en 2000 puis à 65 en 2010 et enfin à 51 en 2020, soit une baisse de 69 % en 32 ans. Le même mouvement est observé à l'échelle du département qui a perdu pendant cette période 67 % de ses exploitations,. La surface agricole utilisée sur la commune a également diminué, passant de 1199 ha en 1988 à 900 ha en 2020. Parallèlement la surface agricole utilisée moyenne par exploitation a augmenté, passant de 7 à 18 ha.

## Culture locale et patrimoine

### Lieux et monuments
- Église Saint-Laurent de Magalas du XIe siècle (inscrite aux Monuments Historiques le 16 novembre 1984[35]). L'église du village a servi de lieu de tournage pour la mémorable scène de la messe du film Le Petit Baigneur de Robert Dhéry avec Louis de Funès en 1968. Le fruit de la location de l'église a permis de faire rénover le monument qui tombait en ruine ;
- Chapelle Sainte-Croix, petite chapelle romane nichée au cœur des vignes à 2 km au nord du village[36] ;
- Oppidum au lieu-dit Puech du Montfo (inscrit aux Monuments Historiques le 20 novembre 1979) ;
- Monument aux morts, de la guerre de 1914-1918, édifié en 1923 ;
- L'office de Tourisme de Magalas vous permet de découvrir la fonderie de cloches et l'histoire viticole du village. Une importante cloche du XIXe siècle trône sur le rond-point d'accès à la zone commerciale ;
- La cave coopérative historique a été désaffectée en 2006, Magalas a rejoint celle de Servian ;
- Maison de retraite en face de la gare de chemin de fer.

### Galerie

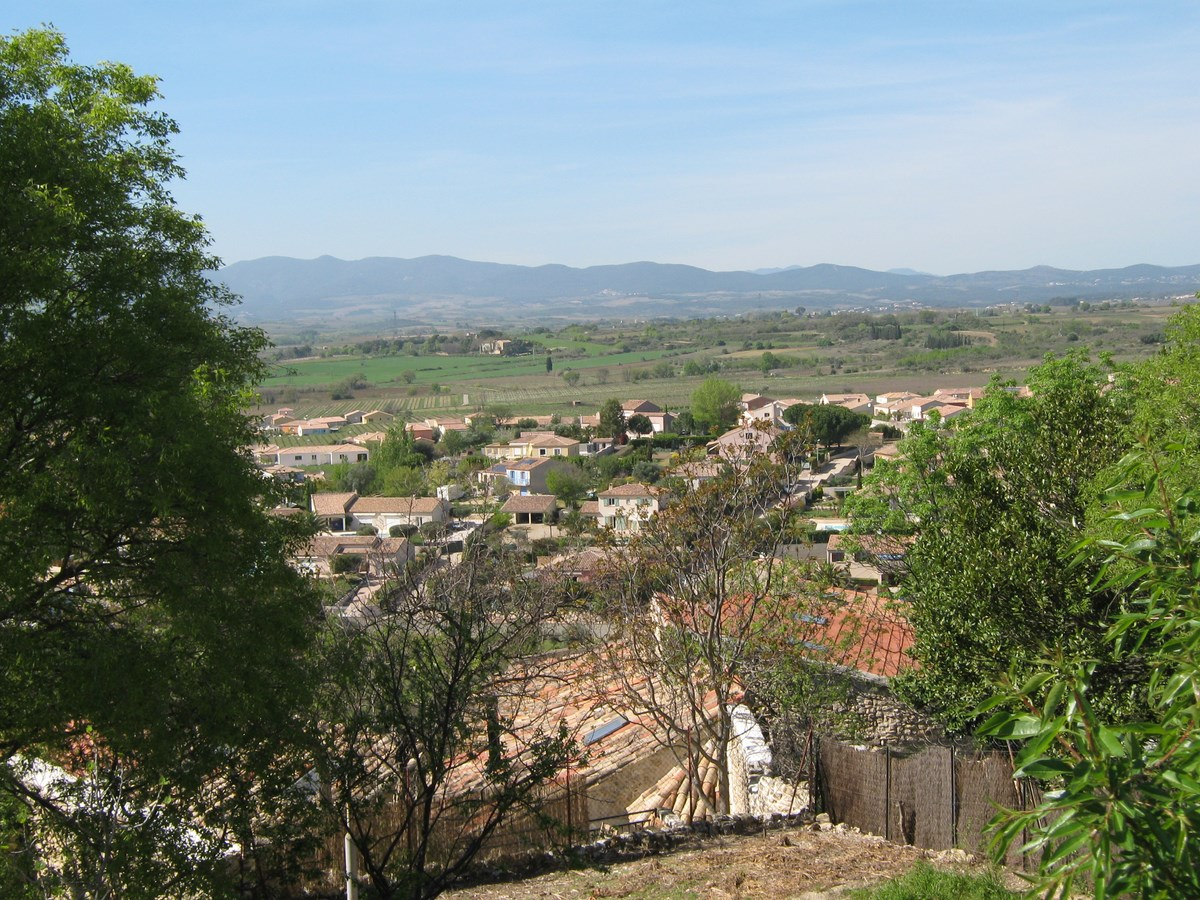
Vue vers le nord et la montagne Noire.
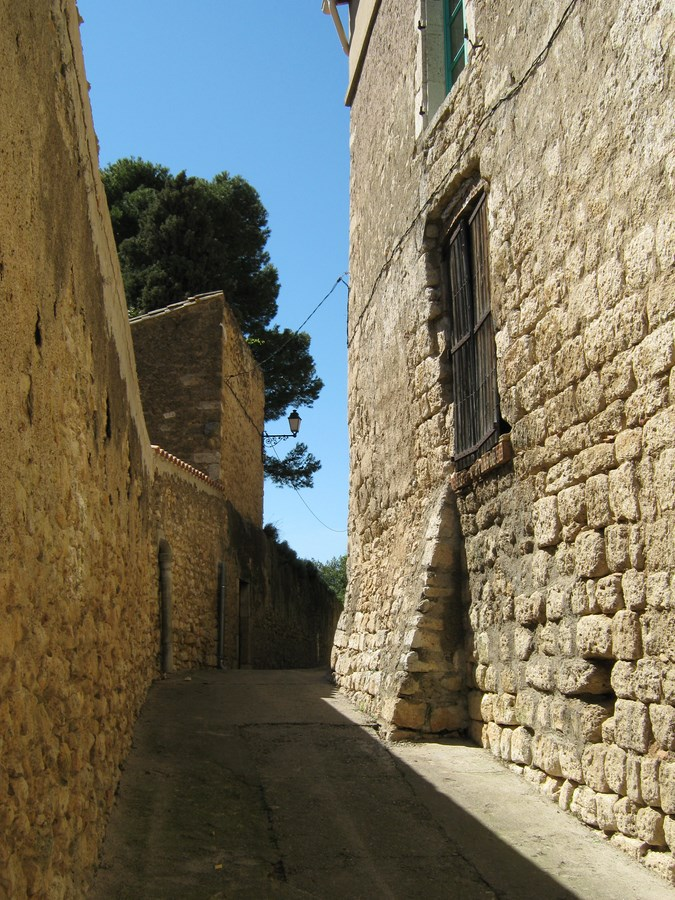
Rue ancienne.
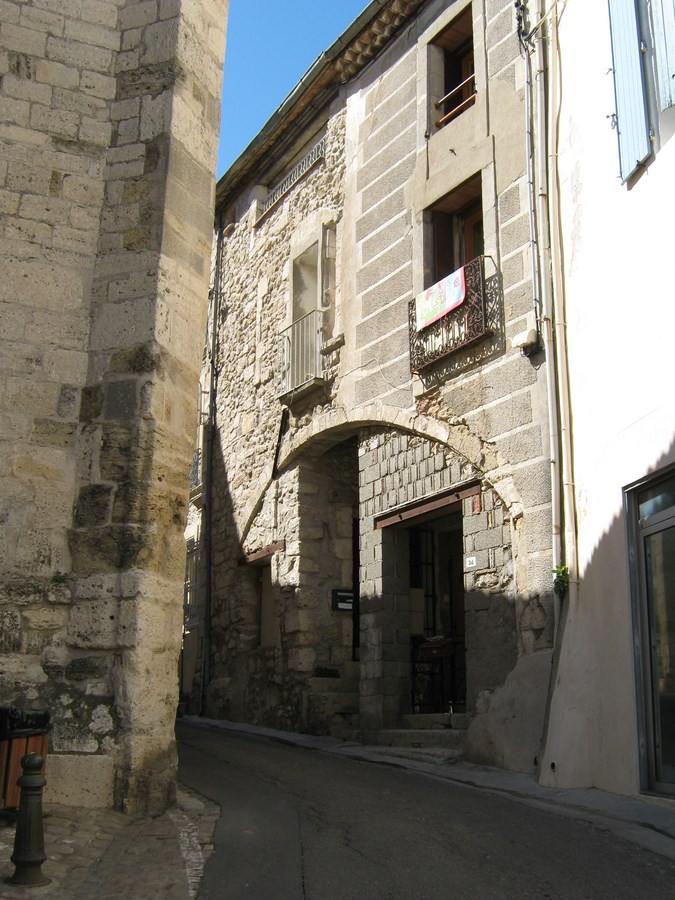
Rue typique.
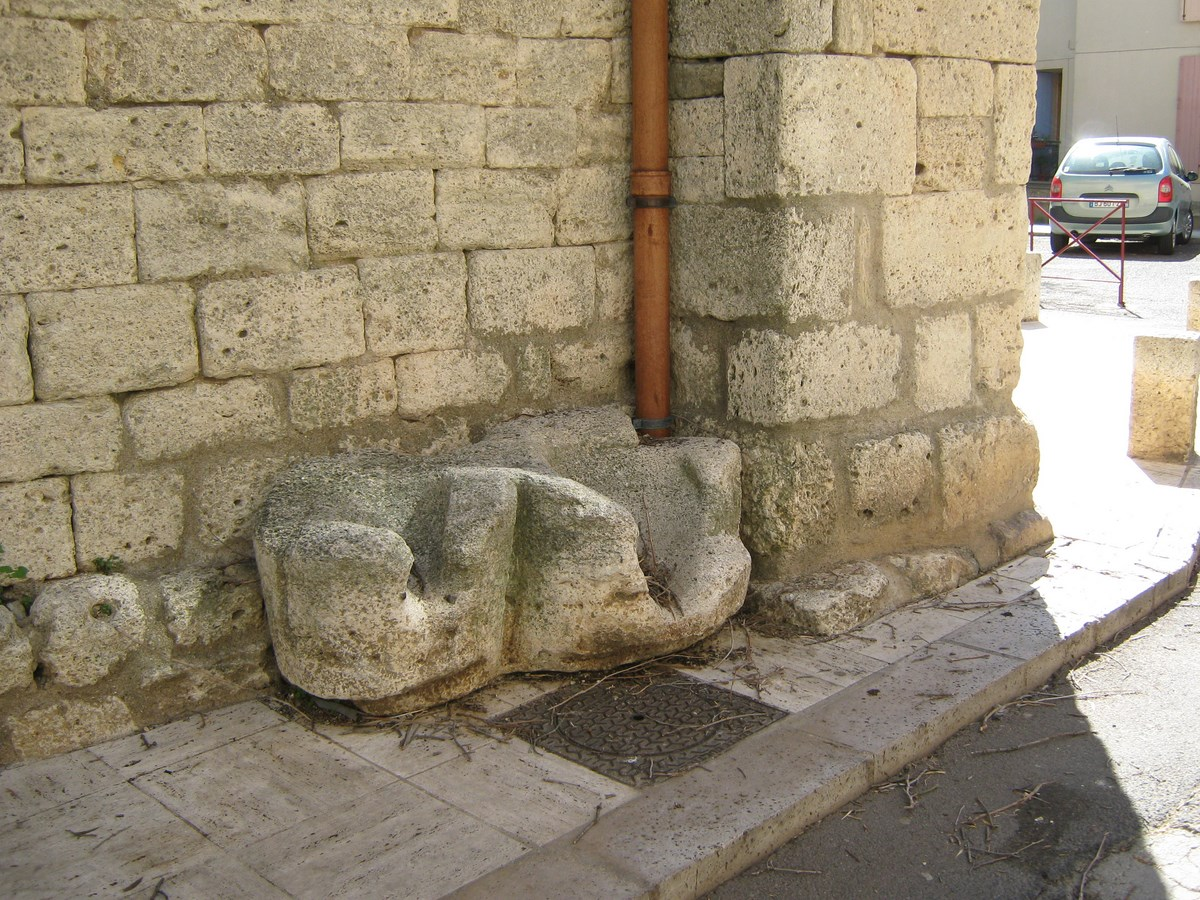
Mesures anciennes.
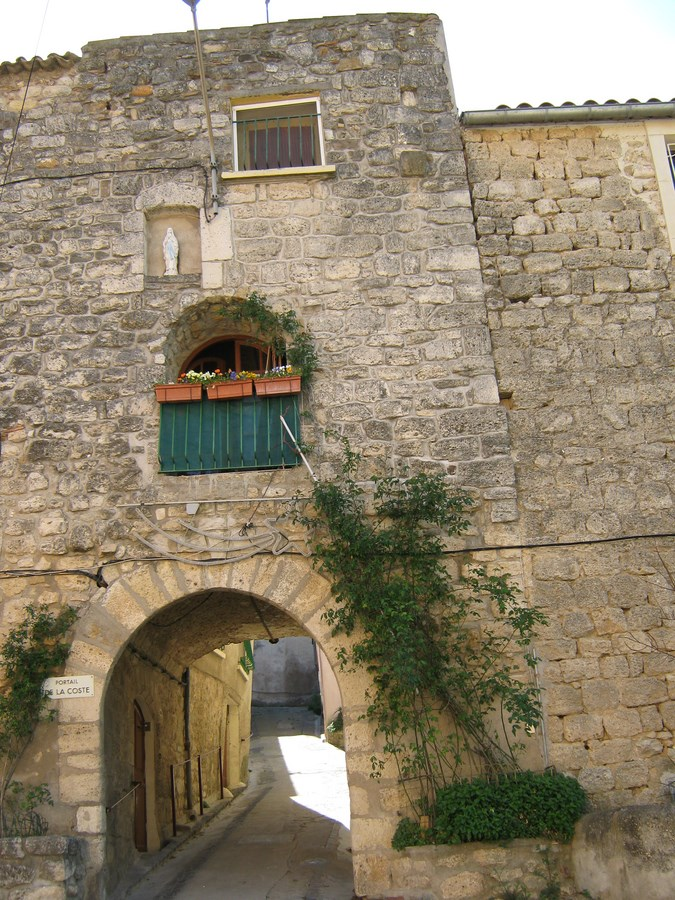
Porche.
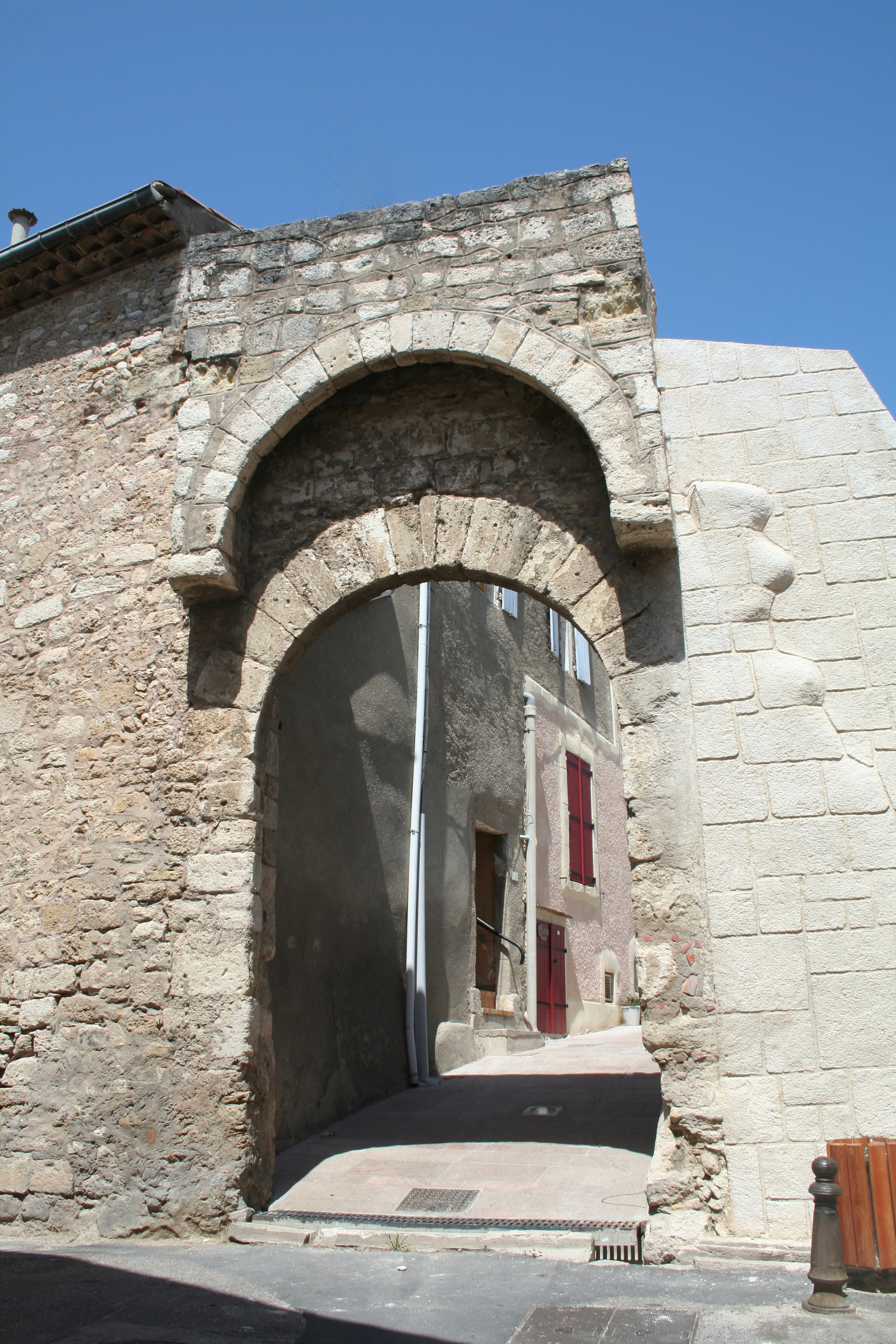
Ancienne porte.

### Héraldique
|  | Les armoiries de Magalas se blasonnent ainsi : D'hermine, au pairle losangé d'argent et de sable. |

### Personnalités liées à la commune
- Roger Barthe (1911-1981), essayiste, lexicologue et poète occitan français né à Magalas ;
- Émile Bosc (1912-2002), joueur de rugby à XV et XIII ;
- Jacky Vergnes : Jacques « Jacky » Vergnes footballeur français (1948-).